# Ивашевская (Устьянский район)
Ивашевская — деревня в Устьянском районе Архангельской области.

## География
Находится в южной части Архангельской области на расстоянии приблизительно 69 км на север-северо-восток по прямой от административного центра района поселка Октябрьский на правом берегу реки Верюга.

## История
В 1859 году здесь (деревня Вельского уезда Вологодской губернии) было учтено 33 двора. До 2022 года входила в Бестужевское сельское поселение до его упразднения.

## Население
Численность населения: 227 человек (1859 год), 113 (русские 100 %) в 2002 году, 67 в 2010.